# Edmond de Coussemaker

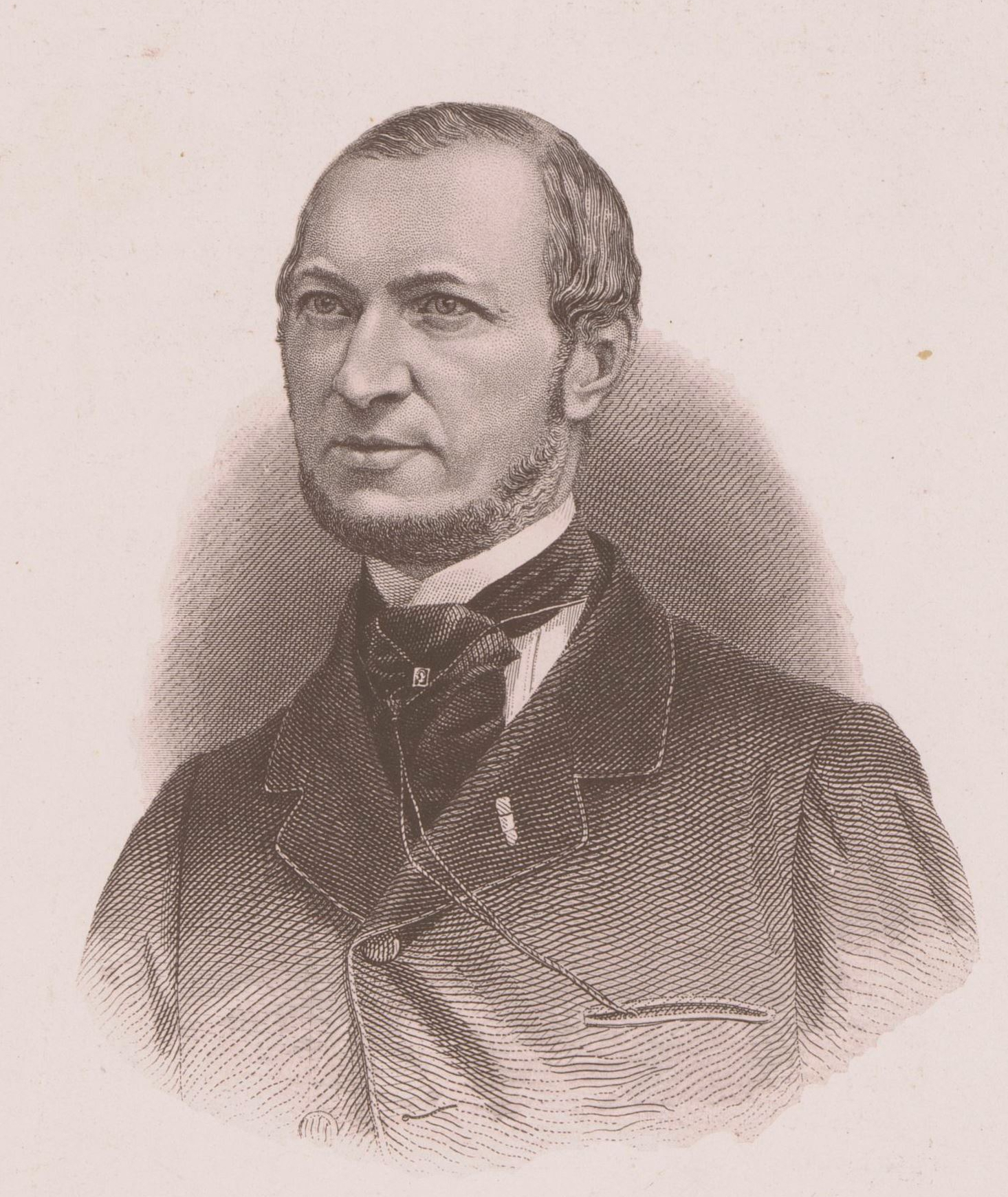
Charles Edmond Henri de Coussemaker

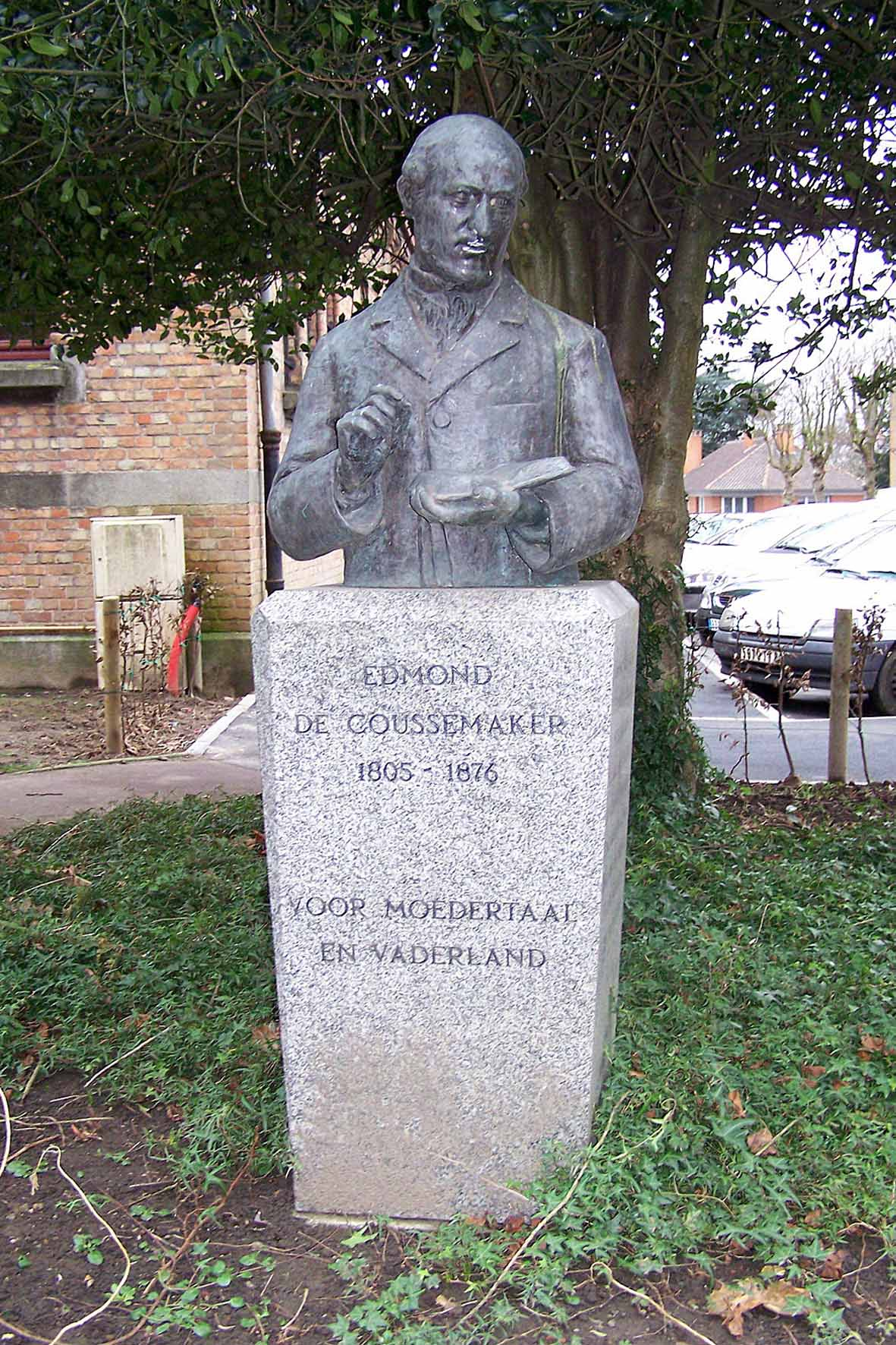
Büste von Edmond de Coussemaker in Bailleul, Frankreich

Charles Edmond Henri de Coussemaker (* 19. April 1805 in Bailleul; † 10. Januar 1876 in Lille) war ein französischer Musikologe und Jurist.
Er ist u. a. bekannt für seine Abschrift der Handschrift 222 C 22 der alten Straßburger Stadtbibliothek. Das Original dieser Handschrift vom Anfang des 15. Jahrhunderts verbrannte im Jahr 1870 bei der Belagerung von Straßburg. Mit seinen Abschriften überlieferte er die wichtigsten Motetten des Mittelalters und etwa 55 von 200 Gesängen von Anonymus IV, alles jedoch nicht ganz fehlerfrei. In der musikwissenschaftlichen Forschung muss bei Coussemaker stets beachtet werden, dass es eine Quelle aus zweiter Hand ist, die mit Vorsicht benutzt werden muss.
1847 wurde er zum Mitglied (Élu associé) der Académie royale des Sciences, des Lettres et des Beaux-Arts de Belgique (Classe des Beaux-Arts) gewählt.
Als konstitutioneller Monarchist saß er ab 1848 im Generalrat des Departements Nord.
Im Jahr 1853 initiierte Edmond de Coussemaker, angesichts der Erosion des Flämischen in Dünkirchen und der unvorteilhaften institutionellen Umgebung für dessen Schulgebrauch, die Entwicklung einer wissenschaftlichen Gesellschaft, deren Hauptaufgabe darin bestand, Publikationen und Dokumente aller Art zu sammeln, zu bewahren und zu verbreiten, die die Geschichte des Flämischen sowie dessen Verwendung in Französisch-Flandern belegen könnten. So gründete er das Comité flamand de France, dessen Vorsitzender er bis zu seinem Tod im Jahr 1876 war.
Berühmt wurde er durch die Sammlung flämischer Volkslieder aus dem französischen Flandern, die er 1856 unter dem Titel Chants populaires des Flamands de France veröffentlichte.
Seine Archive und Manuskripte erlitten beim Brand des Rathauses von Bailleul im Ersten Weltkrieg zahlreiche Verluste.

## Werke
- Hucbald, moine de St.-Amand et ses traités de musique, 1841; archive.org
- Notice sur les collections musicales de la bibliothèque de Cambrai et des autres villes du département du Nord, 1843; archive.org.
- Histoire de l’harmonie au moyen âge, 1852; archive.org
- Trois Chants historiques, Dünkirchen 1854
- Chants liturgiques de Thomas à Kempis, Gent 1856
- L’Harmonie au moyen âge, »Orientis partibus« à trois parties, 1857
- Notice sur un manuscrit musical de la Bibliothèque de Saint-Dié, P./Lille 1859
- Les Harmonistes du XIIe et XIIIe siècles, Lille 1864; archive.org
- L’Art harmonique aux XIIe et XIIIe siècles, 1865; archive.org.
- Les Harmonistes du XIVe siècle, ebd. 1869; archive.org, archive.org
- Histoire des instruments de musique au moyen âge, Ms. E.

Editionen
- Chants populaires des Flamands de France, Gent 1856
- Drames liturgiques du moyen âge, Rennes/P. 1861 (eigentl. 1860); archive.org.
- Messe du XIIIe siècle traduite en notation moderne et précédée d’une introduction, Tournai 1861
- Chanson du XVe siècle, in: Annales de la Société archéologique de Namur 7, 1861/62, 186; sep. 1861
- Scriptorum de musica medii aevi novam seriem a Gerbertina alteram. 4 Bde., Paris 1864–1876. Reprint Bibliografico Musicale, Milano 1931, und Olms, Hildesheim 1963
- Traités inédits sur la musique du moyen âge, Lille 1867
- Sources historiques de l’art musical au XIVe siècle, ebd. 1869
- Œuvres complètes du trouvère Adam de la Halle (poésie et musique), 1872
- Joannis Tinctoris Tractatus de musica juxta Bruxellensem codicem/Œuvres théoriques de Jean Tinctoris, Lille 1875